# Kårhus Örat

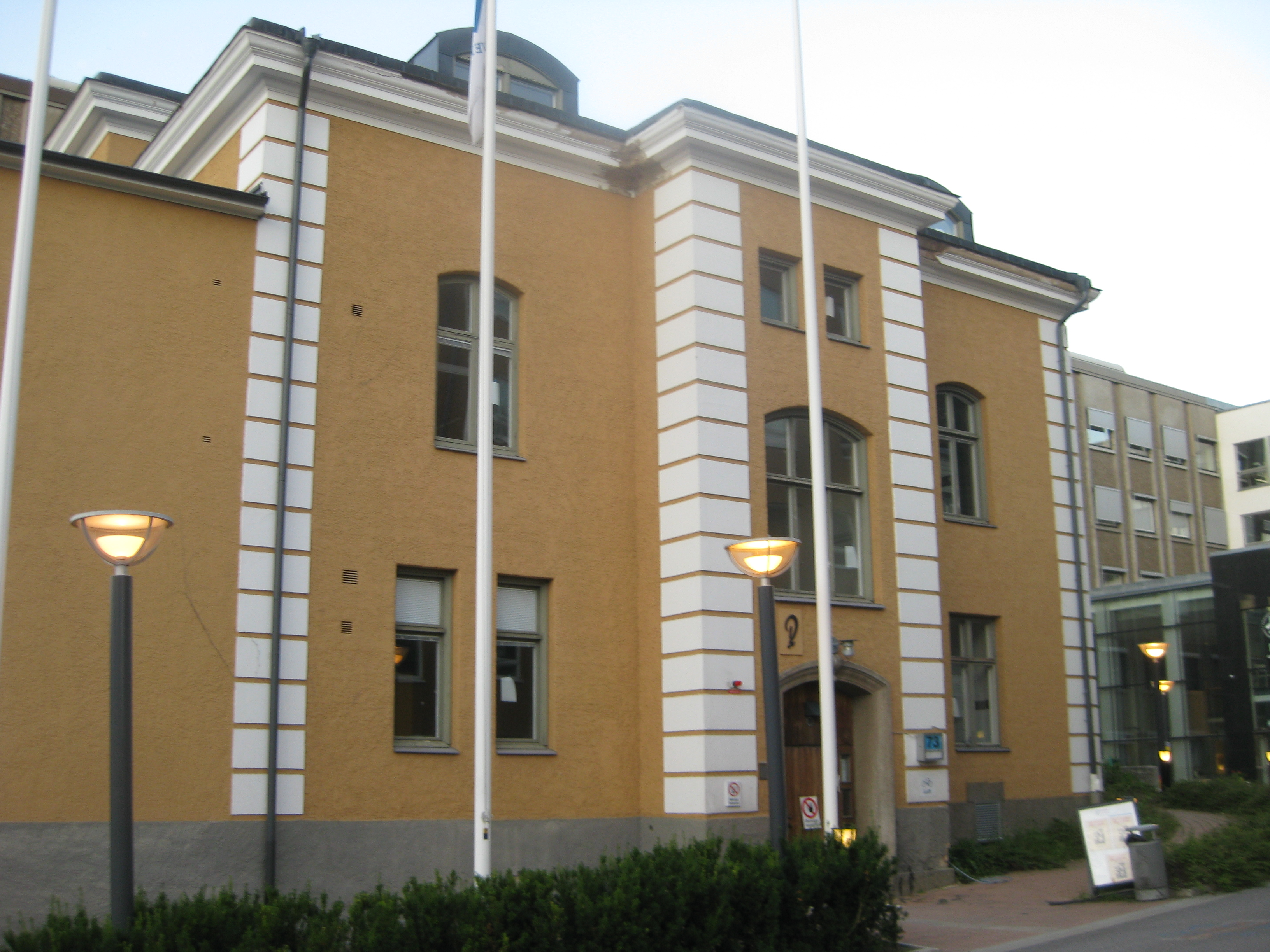

Kårhus Örat, vid Linköpings universitets Campus US i Linköping, utgör hemvist för Medicinska fakultetens studentkår Consensus sedan 1998. De första åren drevs Kårhus Örat helt i Consensus regi. Från och med höstterminen 2004 sköts driften, frånsett Café Örat, av Kårservice. Kårhus Örat inrymmer en mängd funktioner kopplade till Campus US:s studentliv, som Consensus studentcafé Café Örat, kontor för Consensus heltidare, konferensrum, datorsal samt lunchrum.

## Café Örat
Caféet ligger på nedersta planet i kårhuset och är en av de viktigaste samlingspunkterna för Medicinska fakultetens studenter. Caféet drivs ideellt under ledning av Consensus caféchef. Tidigare drevs caféverksamheten som ett samarbetsprojekt mellan Consensus och kommunens Daglig verksamhet för personer med utvecklingsstörning under ledning av en arbetsterapeut och Consensus CaféChef. 

## Pub Örat
Till och med VT15 drev Kårservice Pub Örat i cafélokalen varje onsdagskväll men den är numera nedlagd. Puben drevs av ideellt arbetande studenter under ledning av husets driftchef. 
Pub Örat är sedan dess uppstartad igen och drivs av ideellt arbetande studenter under ledning av Consensus pubchef. Pub Örat håller fem pubar per termin och är ett populärt ställe bland studenterna på medicinska fakulteten.   

## Byggnaden
Huset byggdes 1895 och var ursprungligen bostadshus för personer med olika funktioner inom sjukhuset. Exempelvis var nuvarande InnerÖrat bostad för sjukhusets vaktmästare och översta plan, idag känt som Överheten, var kollektivboende för stadens sjuksköterskeelever (sju personer). Den senaste verksamhet som inrymdes i Kårhus Örat, före ombyggnationen till Kårhus var Öronklinik vid Universitetssjukhuset (tidigare Regionsjukhuset). Under höstterminen 1997 byggdes huset om till Kårhus och stod färdigt för invigning i slutet av januari 1998.
Under tiden som Öronklinik var överläkare Gunnar Aschan verksam på Örat. Aschan var bördig från Uppsala, men flyttade med arbetet till Linköping, där han bedrev en del forskning. Bland annat låg han bakom konstruktionen av det ljudisolerade och ekofria rummet i Kårhus Örats källare. Detta rum användes vid forskning på hörsel och balans hos katter.